# 国際航空運送協会
国際航空運送協会（こくさいこうくううんそうきょうかい、英: International Air Transport Association、IATA）は、世界の航空会社で構成される業界団体。本社の登記地はカナダ・モントリオールで、本社機構はスイス・ジュネーブに置いている。
近年は「IATA」を「イアタ」と読むが、古くは「アイアタ」([ʌɪˈɑːtə])と慣用読みするのが普通だった。
以下、IATAと表記する。

## 概要
国際的な、航空会社の業界団体である。2016年時点で、IATAには117ヵ国の290社の、主に大手航空会社が加盟し、世界の定期運航の有効座席キロ数（available seat miles）のおよそ82％をIATA加盟各社が占めている。

### 主な役割や業務
安全基準の策定と監査
IOSA（IATA Operational Safety Audit）という国際的な航空安全監査を制定し、監査プログラムを運用し、加盟航空会社の運航安全性を評価している。IATA加盟の航空会社は、IATA公認の監査組織（Audit Organisation, AO）と契約し、航空会社が実費を支払って監査が実施され、監査は数日間の現地調査が最低5人の監査人により行われる。 監査の結果、無事に承認されれば、監査承認済みの状態（ステータス）が2年間維持される。
航空運送業務関連の標準化と規格作成
航空券のフォーマット、貨物航空の手続き、航空業界の通信プロトコルなど、国際航空運送に関わる多くの標準を策定している。
旅客航空や貨物航空の決済システムの運営・提供
- BSP（Billing and Settlement Plan） - 旅客航空券の発券や、販売代理店（航空券販売代理店、旅行代理店など）と航空会社との間で発券データのやりとり、精算、決済を一元化するIATA主導の電子決済システム。代理店も航空会社も、1対1で個々に決済する必要がなく、代理店は売上レポートを提出してまとめて決済することができ、航空会社のほうも各販売代理店経由で販売された航空券の代金の総額を一括して受け取ることができる。220以上の国・地域で稼働し、400を超える航空会社と59,000以上の旅行代理店が参加。2023年時点で約2,400億USD分の取扱実績あり。
- CASS（Cargo Account Settlement System） - 貨物航空ビジネスにおける発券代理（フォワーダー）と航空会社間の請求・精算を代行・一本化するシステム。電子的に請求・決済・現金管理を行えるシステム。効率化を実現し、紙ベースの請求や各社個別の交渉を削減し、精算遅延もほぼゼロ。90以上の国や地域で導入され、200以上の航空会社と20,000以上のフォワーダーが利用。

業界データ・分析の提供
世界の航空輸送市場に関する統計や経済分析を行い、業界に情報提供している。公式刊行物を発行し、そこに航空業界のグローバルスタンダードや、手本になる例（ベストプラクティス）に関する情報を掲載している。
加盟メンバーに対するトレーニングやサポートの提供
航空関係業務に関するトレーニングを提供し、初心者から管理者向けのコースを用意している。
IATAと協力して航空業界を支援しさまざまなソリューションを提供する企業「IATAストラテジックパートナー」を選定している。
持続可能性のための航空業界の改善活動
IATA加盟航空会社と業界関係者は3つの関連する目標に合意した。
- 2009年から2020年まで燃料効率の年間平均1.5％向上
- 2020年からの航空産業によるCO2排出量の上限
- 2005年レベルと比較して、2050年までにCO2排出量を50％削減

IATA加盟航空会社は単一でシンプルなカーボンオフセットの枠組みの採択が温室効果ガス削減に対する最も効果的な方法だと合意した。

## 組織、拠点
- 会長 - ルイス・ガジェゴ（Luis Gallego）。2025年6月に開催された第81回IATA年次総会（AGM）で選ばれ就任した。ガジェゴはインターナショナル・エアラインズ・グループ（IAG）のCEOであり、2018年からIATA理事会のメンバーとして活動していた。
- 職員 - 世界で約3,800人[6]

### 本部と拠点
- 本部（Headquarters）- カナダ・モントリオール
- エグゼクティブオフィス（Executive Office）- スイス・ジュネーブ

拠点など
世界に57カ所（2025年時点）。
大きな拠点は、北京、シンガポール、アンマン、マドリード、マイアミ、ブリュッセル、モスクワ、ヨハネスブルグ、ワシントンD.C. など
日本にもIATA Tokyo Officeが東京都千代田区永田町にある。日本にはそのほかIATA関連の拠点として次のものがある。
- Aircargo Training Center of Japan（有資格トレーニングセンター、埼玉県朝霞市）
- Japan Aircargo Forwarders Association (JAFA、IATA認定貨物フォワーダー向けトレーニングセンター、東京都中央区）
- IATA Japan Cargo Services（貨物サービス窓口、東京都内）

## 年次総会
IATAの年次総会（Annual General Meeting、AGM）は、加盟会社のCEOなどが集うIATAの最高意思決定の場である。
年次総会では、次のようなことが行われる
- CEOフォーラムおよび基調講演 - 航空業界のリーダー的経営者や政治家（首相など）による講話
- 討議と採決 - 安全基準、環境方針、運賃規制などに関する加盟社による討議や決議。
- 業界レポート - 航空業界の見通しや業界トレンドに関する発表（収支報告含む）
- 世界航空運送サミット（World Air Transport Summit, WATS） - 航空業界にとっての環境、テクノロジー、ビジネス的課題に関する専門討議
- IATA取締役選出・役員交代 - IATA理事会の新会長や役員の選出が行われる

慣例として毎年6月（あるいは5月）に開催され、加盟航空会社のCEOや政府関係者、国際機関代表など約1,700人が参加 。ホスト国（開催地）とホスト航空会社は毎年変わる。2025年は6月1日〜3日にインドのニューデリーで開催されホスト航空会社はIndiGoだった。2026年のAGMは6月にブラジル・リオデジャネイロでホスト会社はLATAM航空グループに決定済。

## 歴史
1940年代
IATAは1945年4月にキューバ・ハバナにて設立され、前身の International Air Traffic Association（1919年ハーグ設立）から引き継いだ31か国・57社の航空会社で構成され、業務の多くは技術的な課題であった。業界団体であるIATAに対し、国際民間航空機関（ICAO）は現在も国際航空秩序の監視を担うシカゴ条約附属書の合意に基づき国際管理機構として設立され、IATAは多くの情報を提供した。
シカゴ条約はだれがどこを運航するのかという航空業界の経済面の合意形成に至らなかったが、ウォーレン・コフラー Warren Koffler は IATAはその空白を埋める存在として価格調整の機構となったと評している。
1940年代後半に IATA は価格調整の国際会議を開き始め、事務総長ガズディク J.G Gazdik が述べたその趣旨とは、お手軽な航空運賃の水準を決め、運営経費回収を勘案しつつ正当な利潤を各社にもたらすことにあったという。
これは現在、何千も存在する2国間航空協定を制定するきっかけとなった。現行の2国間協定の基本になったのは1946年に締結された米英バミューダ航空協定である。消費者の立場を代弁したということも事実である。
当時、大半の航空会社は国営で利潤を求めておらず、IATAには熾烈な航空券販売競争を抑制する価格統制の機能（カルテル）が期待された。最初の運送会議は1947年にリオデジャネイロで開催され、400もの決議が満場一致で可決された。IATA Director-General ウィリアム・ヒルドレド William Hildred の回想によると、この会議で決定した項目のうちのおよそ200件は、国際航空運送に設定する統一のタリフの細目であったという。
1950年代
アメリカの国内路線を統率する民間航空委員会(CAB)はIATAの価格統制に介入せず、それに対して1954年当時、学識経験者の Louis B. Schwartz は同委員会の不作為を「法的な責務の放棄」と批判した。経済雑誌『エコノミスト』は中世のギルドを引き合いに出して、価格操作機関IATAが政府に配慮したと非難した。
IATAは1950年代初頭、サービスの質に応じて差別化するよう、価格統制の制度において航空各社に強要したと批評される。IATAは各社のサービスの行き過ぎを規制し、1958年、エコノミークラスの旅客に具が「リッチな」サンドイッチを機内食として提供しないよう、正式に通達する。経済学者ウォルター・アダムズ（英語）はIATAがサービスの過当競争を認めていた時期には、旅客は利用する航空会社を気まぐれに変更し、決して航空業界の市場規模の拡大に寄与しなかったと考察する。
1956年から1975年にかけて旅行会社の手数料は航空券代金の7％を上限とするとIATAが規定し、法律学者ケネス・エルジンガ Kenneth Elzinga はサービスの質向上という旅行会社から得るべき機会を、消費者は手数料規定により逸失したと主張する。
1980年代
その後、1982年にはIATAは「国際航空業界カルテル」と評されるまでになったものの、複数の国では依然として、IATAを反トラスト法の訴追対象から除外していた。
2000年代
2006年に至り、アメリカではIATAの運賃協定を反トラスト法から免除しないとアメリカ合衆国司法省が通達を出す。
2020年-2021年の新型コロナパンデミック発生時の対応
2020年3月、国際航空業界の定期運行には新型コロナウイルスの世界的流行の大きな影響が現れ、航空各社は国家による3つの密の回避徹底策を受けると、例えば3列シートの中央の席を売らないなど、客席数を減らして対応する。これは平常時の有償座席率（ロードファクター）の62%に相当し、IATA規定による下限77%を下回った。IATAの算定では航空運賃の採算価格は、最大で54%の値上げを要するとされた。また感染リスクの低減策として「進行方向に向いた全席配置により対面を回避できる」「呼吸の飛沫を循環させないため天井から床面へ送風する」としている。北アメリカの航空会社のうちウエストジェット航空、エア・カナダ、アメリカン航空は2020年7月1日付で平常時の航空券発券を中止する。航空業界が発した方針に対してカナダ国内では顧客の信頼を裏切るとして反論が唱えられ、カナダ運輸大臣マーク・ガルノー Marc Garneau から「機内の隔離条件は推奨事項であって義務ではない」との発言があったものの、 カナダ運輸省（Transport Canada）の担当部署はカナダの航空旅客業界に向けたガイドラインにおいて、3つの密の回避を予防措置の積極的に対応すべき事項とした。
2021年3月第1週にIATAは前職のアレクス・ポボヴィチ Aleks Popovichに代わり、顧客・財務・デジタルサービス分野の上級副社長職にムハンマド・アリ・アルバクリ Muhammad Ali Albakri を指名した。また新型コロナウイルスの世界的流行に対応するため、IATAはモバイル機器向けのアプリ「The IATA Travel Pass」を同年4月半ばに公開すると発表し、各国が航空旅客関連の方針を変更する事態でも航空機の利用者が規制に対応できるようにするとした。

## 年会費、諸費用
IATAに加盟すると次のような諸費用が発生する。
- 年会費（Annual Dues）
  - 固定費（Fixed Fee） - 2025年時点で 11,372 USD／年
  - 変動費（Variable Fee） - 航空会社の国際貨物・旅客輸送量（RTKM、収益トンキロ）に応じて決まり、2年前の実績に基づき算出される。 （航空各社に課金された具体的な金額は公表されていない。）

- BSP使用料金
  - 基本加入料 - 5,000 USD/BSP（加盟会社の場合）
  - STD（Standard Ticket Document）料金 - STDはBSPを通じて発行・処理される「標準航空券」や関連文書（EMD＝電子的サービス証書など）を指し、航空券や旅程変更に関連する書類がBSP内で処理される際に発生する手数料。発券、払戻し、変更などの処理ごとに課金される。
  - DP （Data Processing）料金 - DP手数料とは、航空会社や代理店がBSPを利用して行う各種トランザクション処理（航空券販売、EMD発行など）にかかるデータ処理で請求される費用。発券データ、報告書、照合、精算などの情報処理をするたびに発生し、例えば、月ごとの売上精算レポートの集計・生成などでも料金が発生する。

- IOSA監査の料金（2年ごとに発生。IATA会員でいつづけるためには2年ごとにIOSAの監査を受けて合格することが必須条件）

米国政府監査局（GAO）の2005年ころの報告では、IOSA監査1回につき費用は約50,000〜70,000ドルと報告されている。これは、監査の実施にかかる監査チームの費用、旅費、宿泊などを含んだ総額の見積もり金額である。

## IATA加盟を避ける例
次のような航空会社はIATA加盟を避けている。
- サウスウエスト航空 - アメリカ最大級のLCC（格安航空会社）
- ライアンエアー - 欧州主要LCC
- easyJet（一時加盟後、離脱）

加盟を避ける理由は主に、IATA加盟にともなう諸費用（前述）の発生を避けるためである。LCCは、コストを極限まで削減することで航空券の料金を極限まで下げて生き残りを図るビジネスモデルだからである。販売用ウェブサイトを自社で開設してBSPのコストをカットする例も多い。